# SBSロジコム
SBSロジコム株式会社は、SBSホールディングス傘下の総合物流企業。
(旧々・東急ロジスティック株式会社　旧・ティーエルロジコム株式会社

## 沿革
- 1940年（昭和15年）
  - 1月 - 相模鉄道株式会社の子会社として、相鉄運輸株式会社として麹町区飯田町に本社をおき事業開始
  - 4月 - 本社を小石川区小石川町1丁目1番地83に移転
- 1941年（昭和16年）6月 - 東京横浜電鉄株式会社（現・東急電鉄）の傘下に入る
- 1944年（昭和19年）10月 - 企業整備統合要綱に基づき、東京都小石川区・本郷区・牛込区・四谷区の統合主体に指定され、小石川運輸など14社を合併。
- 1948年（昭和23年）12月 - 本社を文京区諏訪町23番地1に移転
- 1964年（昭和39年）8月 - 本社を文京区後楽1丁目5番3号に移転
- 1981年（昭和56年）12月 - 本社を目黒区青葉台2丁目19番11号に移転
- 1994年（平成6年）6月 - 本社を品川区南大井1丁目13番5号に移転
- 2001年（平成13年）4月2日 - 小田急電鉄から小田急トランスポート株式会社（現・SBSトランスポート）の株式の70％取得し、子会社化[1]
- 2002年（平成14年）4月 - 東急運輸株式会社を合併。東京通運株式会社を子会社化。商号を東急ロジスティック株式会社に変更
- 2003年（平成15年）10月 - 東京通運を合併
- 2005年（平成17年）6月 - 株式公開買付により、筆頭株主が49.40%保有の東京急行電鉄から94.08%保有の株式会社エスビーエス（現・SBSホールディングス）へ変更
- 2006年（平成18年）
  - 1月 - 商号をティーエルロジコム株式会社に変更
  - 4月 - 本社を墨田区太平4丁目1番3号 オリナスタワーに移転
  - 5月 - 株式交換により、SBSホールディングスの完全子会社となる
  - 12月 - 日本貨物急送株式会社（現・SBSフレイトサービス）を完全子会社化。
- 2007年（平成19年）
  - 1月 - 株式会社富士総合物流研究所を吸収合併。
  - 7月 - 株式会社トランスワールドを吸収合併。
- 2013年（平成25年）6月 - 社名をSBSロジコム株式会社へ変更。
- 2019年（令和元年）7月 - 日本レコードセンター株式会社を吸収合併。

### 被合併会社
- 東急運輸
  - 1938年（昭和13年）10月 - 東京横浜電鉄が東横線沿線の小陸運業者を統合し、東横運送株式会社を設立
  - 1940年（昭和15年）12月 - 東京横浜電鉄が東横砂利運送株式会社を設立
  - 1942年（昭和17年）11月 - 東横運送が、京浜電気鉄道株式会社の子会社であった京浜運輸株式会社を合併
  - 1944年（昭和19年）
    - 2月 - 東横運送株式会社、企業整備統合要綱に基づき、東京都渋谷区・目黒区の統合主体に指定され、渋谷貨物自動車運輸株式会社他8社を合併
    - 2月 - 企業整備統合要綱に基づき、東京都品川区の統合主体として品川運送株式会社設立
    - 3月 - 企業整備統合要綱に基づき、東京都大森区・蒲田区の統合主体として城南運送株式会社設立
    - 12月 - 東横砂利運送が、東京砂利運送株式会社に改称

  - 1948年（昭和23年）6月 - 東京砂利運送が東急貨物運送株式会社に改称
  - 1953年（昭和28年）2月 - 城南運送が東横運送、東急貨物運送、品川運送を合併。東急運輸株式会社に改称

- 東京通運
  - 1940年（昭和15年）10月 - 東京横浜電鉄、相模原・相武台地区の陸運業者を統合して神中運送株式会社を設立
  - 1942年（昭和17年）12月 - 神中運送、同じ東急傘下の藤沢運輸株式会社、厚木共進運送自動車株式会社、秦野合同トラック株式会社、相陽運輸株式会社を合併
  - 1943年（昭和18年）10月 - 神中運送、新設の相模通運株式会社に合併
  - 1944年（昭和19年）3月 - 相模通運が厚木通運株式会社に改称
  - 1947年（昭和22年）5月 - 厚木通運が東京急行電鉄の傘下から離れる
  - 1950年（昭和25年）1月 - 東京急行電鉄が東京通運株式会社を設立
  - 1953年（昭和28年）8月 - 厚木通運が再び東京急行電鉄株式会社の傘下に入る
  - 1954年（昭和29年）12月 - 厚木通運が横浜通運株式会社を合併
  - 1963年（昭和38年）10月 - 東京通運が厚木通運を合併
  - 2002年（平成14年）4月 - 東急ロジスティック株式会社の完全子会社となる

## 事業所
- 東京都
- 本社 墨田区太平4-1-3  オリナスタワー11階
  - オフィスサービス営業所 - 千代田区永田町2-1-1 参議院議員会館内
  - 隅田川営業所 - 荒川区南千住4-1-1　JR貨物駅構内
  - 向島支店 - 墨田区墨田5-17-4
  - 新砂支店 - 江東区新砂1-13-11
  - 東部センター支店 - 江東区新砂1-12-2
  - 南砂支店 - 江東区新砂3-4-11
  - 東京貨物ターミナル支店 - 品川区八潮3-3-22　JR貨物駅構内
  - 大崎シンクパーク営業所 - 品川区大崎2-1-1
  - 勝島営業所 - 品川区勝島1-1-1
  - 二子玉川ライズ営業所 - 世田谷区玉川2-21-1
  - 新宿支店 - 新宿区新宿5-11-5　株式会社伊勢丹三光町センター内
  - 中野セントラルパーク営業所 - 中野区中野4-10-2
  - 東村山支店 - 東村山市久米川町3-28-1

- 神奈川県
  - 浮島支店 - 川崎市川崎区浮島町12-10
  - 川崎貨物ターミナル支店 - 川崎市川崎区日ノ出2-12-1
  - 京浜支店 - 川崎市川崎区東扇島4-1
  - 東扇島支店 - 川崎市川崎区東扇島23-4　株式会社東急ストア東扇島流通センター内
  - 横浜港北支店 - 横浜市都筑区川向町628
  - 六角橋営業所 - 横浜市神奈川区六角橋6-2-38
  - 羽沢営業所 - 横浜市神奈川区羽沢町83-1　JR貨物駅構内
  - 海運支店 - 横浜市鶴見区大黒ふ頭22
  - 横浜金沢支店 - 横浜市金沢区幸浦1-3-3
  - 横浜町田支店 - 横浜市旭区上川井町2067
  - タツノ営業所 - 横浜市栄区笠間4-1-1
  - 東名厚木支店 - 厚木市船子133-1
  - 平塚支店 - 平塚市田村3-21-25
  - 平塚相模支店 - 中郡大磯町高麗3-4-17　JR貨物駅構内
  - 相模原支店 - 相模原市中央区田名3700-3
  - 秦野支店 - 秦野市平沢397-1
  - 小田原支店 - 小田原市寿町5-3-28

- 千葉県
  - 京葉支店 - 習志野市芝園2-3-3
  - 船橋支店 - 船橋市西浦1-1-1　日鉄鋼板株式会社内
  - 西船橋支店 - 船橋市潮見町11
  - 君津支店 - 君津市坂田39-5
  - 佐倉営業所 - 佐倉市大作2-5-3
  - 成田空港支店 - 成田市古込字込前154-4　第1貨物代理店ビル
  - 成田横芝支店 - 山武郡横芝光町長山台1-2
  - 柏支店 - 柏市新十余二13-1
  - 野田木野崎支店・野田物流センター支店 - 野田市木野崎2106-1
  - 野田吉春物流センター支店 - 野田市吉春722-2

- 埼玉県	
  - 所沢支店 - 所沢市中富902
  - 所沢外商営業所 - 所沢市中富788
  - 上尾支店 - 上尾市大字堤崎362
  - 越谷支店・北東京営業所 - 越谷市流通団地4-1-3
  - 越谷貨物ターミナル支店 - 越谷市南越谷2-14-38
  - 戸田橋支店 - 戸田市笹目8-9-10
  - 新座支店 - 新座市野火止2-12-18
  - 三郷支店 - 三郷市仁蔵480-1
  - 吉川支店 - 吉川市旭1-1
  - 川越物流センター支店 - 川越市下赤坂1822-1
  - 春日部支店 - 春日部市小渕1263

- 茨城県
  - 土浦支店 - かすみがうら市上稲吉東清水2044-7

- 群馬県
  - 伊勢崎支店 - 伊勢崎市飯島町108　株式会社アイシーカーゴ伊勢崎流通センター内
  - 伊勢崎第一営業所 - 伊勢崎市日乃出町292
  - 太田支店 - 太田市緑町81-4　カインズ太田流通センター内
  - 高崎営業所 - 佐波郡玉村町上茂木100
  - 館林支店 - 邑楽郡板倉町除川1856

- 栃木県
  - 宇都宮支店 - 芳賀郡芳賀町芳賀台77-4
  - 矢板支店 - 矢板市こぶし台5-1　株式会社アイシーカーゴ矢板流通センター内

- 北海道
  - 札幌営業所 - 札幌市清田区真栄363-28　北海三井倉庫ロジスティクス内

- 福島県
  - 郡山営業所 - 郡山市駅前1-14-21

- 静岡県
  - 沼津支店 - 沼津市岡宮寺林1259

- 愛知県
  - 熱田営業所 - 名古屋市熱田区六野2-1-3

- 大阪府
  - 大阪北港支店 - 大阪市此花区北港緑地2-1-37
  - 江坂支店 - 吹田市江坂町4-16-1
  - 東大阪支店 - 東大阪市善根寺町4-11-33
  - 門真営業所 - 門真市大字三ッ島45
  - 西日本営業開発部 吹田市豊津町9-1

- 兵庫県
  - 神戸支店 - 神戸市須磨区弥栄台4-1-1

- 鳥取県
  - 米子支店 - 米子市和田町1202-3

- 香川県
  - 香川物流センター支店 - 坂出市大屋冨町2577-4

- 愛媛県
  - 松山支店 - 伊予市八倉160番地

- 福岡県
  - 福岡営業所 - 糟屋郡宇美町井野稲木369-8

## 備考
- 東急ストア等の納品等は、SBSホールディングスグループになってからも継続されている。
- 設立時の社名は相鉄運輸株式会社であり、元来は相模鉄道の子会社であった。かつて東急グループでありながら相鉄運輸の社名を残していたのは、戦時下において相模鉄道などが東京急行電鉄の傘下に入った大東急時代の名残である。
- 東京通運の時代から、鉄道車両を陸送（仮台車を履かせトレーラーで牽引して道路上を運ぶ）する技術と設備を持つ数少ない会社の一つであり、JRおよび私鉄の鉄道車両陸送について多数の実績を持つ。

## 関連会社
- SBSトランスポート株式会社（SBSロジコム傘下）
- SBSフレイトサービス株式会社（SBSロジコム傘下）
- SBSグローバルネットワーク株式会社（SBSロジコム傘下）

直接の同社傘下に無いSBSホールディングス株式会社関連企業については、SBSホールディングス#傘下企業を参照のこと。